# Космічний клімат

Реконструкція сонячної активності за останні 11400 років.

Космічний клімат — довгострокові коливання сонячної активності в геліосфері, включно із сонячним вітром, міжпланетним магнітним полем та їхнім впливом на навколоземне середовище, зокрема на магнітосферу Землі та іоносферу, верхні й нижні шари атмосфери, земний клімат та інші пов'язані явища. Наукове вивчення космічного клімату є міждисциплінарною галуззю на межі фізики космічної плазми, фізики Сонця, геліофізики та геофізики. Таким чином, концептуально воно пов'язане з земною кліматологією.

## Тематика досліджень
Космічна кліматологія розглядає довгострокову мінливість (довшу за 27-денний період обертання Сонця, типово від 11-річного сонячного циклу і до тисячоліть і більше) сонячних індексів, космічних променів, параметрів геліосфери, а також спричинені ними геомагнітні, іоносферні, атмосферні та кліматичні явища. Вона вивчає механізми та фізичні процеси, що відповідають за їх мінливість у минулому та прогнозування на майбутнє. Це ширше та загальніше поняття, ніж космічна погода, з якою космічна кліматологія пов'язана, як і звичайні земні погода і клімат.
Окрім спостережень за Сонцем у реальному часі, сфера досліджень космічної кліматології також охоплює аналіз історичних даних про космічний клімат. Це включає аналіз та реконструкцію сили сонячного вітру та напруженості геліосферного магнітного поля, починаючи з 1611 року, коли почалися систематичні дослідження сонячних плям.
Дослідження космічного клімату мають три основні цілі:
1. краще зрозуміти довгострокову сонячну змінність, включно зі спостережуваними екстремумами та особливостями змінності сонячного вітру та геліосферного магнітного поля
2. краще зрозуміти фізичні взаємозв'язки між Сонцем, геліосферою та різними пов'язаними з ними факторами (геомагнітними полями, космічними променями тощо)
3. краще зрозуміти довгостроковий вплив сонячної змінності на навколоземне середовище, включно з різними шарами атмосфери, і зрештою на глобальний клімат Землі

## Історія

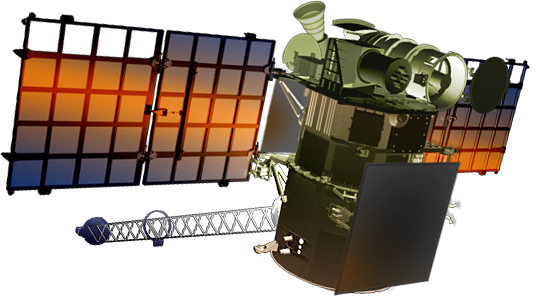
Художнє зображення DSCOVR

На початку 2000-х років, коли концепція космічної погоди стала загальновживаною, невелика ініціативна група під керівництвом Калеві Мурсули та Іллі Усоскіна з Університету Оулу у Фінляндії усвідомила, що фізичні чинники сонячної мінливості та її вплив на Землю можна краще зрозуміти з більш загального та ширшого погляду. Була розроблена концепція «космічного клімату» та сформована відповідна дослідницька спільнота, яка наразі налічує кілька сотень активних членів по всьому світу. Зокрема, починаючи від 2004, що два роки проходять міжнародні симпозіуми з космічного клімату, також тематичні сесії з космічного клімату регулярно відбуваються на Генеральних асамблеях Комітету з космічних досліджень та наук про Землю.
Важливість досліджень космічного клімату була визнана, зокрема, НАСА, яка запустила спеціальну космічну місію DSCOVR (англ. Deep Space Climate Observatory, «обсерваторія клімату глибокого космосу»), присвячену моніторингу космічного клімату. Нові результати, ідеї та відкриття в галузі космічного клімату публікуються в цільовому рецензованому дослідницькому журналі «Journal of Space Weather and Space Climate». З 2013 року щорічно в межах Європейського тижня космічної погоди вручають нагороди та медалі за дослідження космічної погоди та космічного клімату. Ще однією нещодавньою платформою космічної обсерваторії є SORCE (англ. Solar Radiation and Climate Experiment, «експеримент з космічної радіації та клімату»).